# Jo Pil-ho: el despertar de la ira
Jo Pil-ho: el despertar de la ira (en hangul: 악질경찰; RR: Akjilkyungchal; título internacional: Jo Pil-ho: The Dawning Rage) es una película surcoreana de 2019, escrita y dirigida por Lee Jeong-beom, y protagonizada por Lee Sun-kyun, Jeon So-nee, Park Hae-joon y Song Young-chang.

## Sinopsis
Jo Pil-ho es un detective de homicidios corrupto que, como dice él a otro personaje, «se convirtió él mismo en detective porque tenía miedo de enfrentarse a uno». Está implicado en la explosión de un almacén policial en la que se destruyen pruebas de la corrupción de la mayor corporación empresarial del país. Un vídeo grabado en el almacén momentos antes de la explosión, y que ha sido enviado tanto a Pil-ho (que no llega a verlo) como a una chica adolescente, Mi-na, demuestra que los autores son empleados de aquella, los cuales persiguen a ambos para destruir las pruebas. Mientras tanto, Pil-ho debe defenderse también de sus colegas de Asuntos Internos.

## Reparto
- Lee Sun-kyun como Jo Pil-ho, un detective de homicidios.
- Jeon So-nee como Mi-na, una estudiante de secundaria.
- Park Hae-joon como Kwon Tae-joo, jefe de seguridad del grupo Taesung.
- Song Young-chang como Jung Yi-Hyang, CEO del grupo Taesung.
- Park Byung-eun como Nam Sung-sik, fiscal.
- Jung Ga-ram como Han Gi-chul, compinche de Jo Pil-ho y novio de Mi-na.[3]
- Kim Min-jae como oficial de policía de Asuntos Internos.
- Lee Yoo-young como Yang Hee-sook, mujer de Jo Pil-ho.
- Im Hyeong-gook como el padre de Song Ji-won.
- Park So-eun como Song Ji-won, amiga de Mi-na muerta en el naufragio del ferry Sewol.
- Kwon Han-sol como So-hee, amiga de Mi-na.[4][5]
- Jang Yool como miembro del equipo de investigación de crímenes violentos.
- Ahn Ji-hyun como mujer policía.
- Yoon Ji-on como oficial de policía.
- Jung Jae-sung como el médico forense.
- Oh Hee-joon.

## Producción
Este es el cuarto largometraje del director Lee como director y el primero desde No Tears for the Dead, que se estrenó en 2014. El director Lee Jeong-beom estaba inicialmente indeciso sobre si incluir el naufragio del transbordador Sewol dentro de una película comercial, pero era incapaz de olvidar la conmoción que había sentido años atrás, en 2015, cuando visitó el Instituto Danwon (del que procedían muchas de las jóvenes víctimas) y encontró elementos cuya realidad era diferente al modo en que habían sido presentados por la prensa. Empezó a investigar el caso porque quería contar la historia verdadera, implicando en especial las emociones de las familias de las víctimas. Sin embargo, se autocensuró mucho en el proceso de creación de la película, al que dedicó cinco años.
Lee Sun-kyun declaró en el estreno del filme en Corea que aunque su personaje Pil-ho era un policía, estaba más cerca de ser un criminal, por lo que había tratado de enfatizar su lado malvado y vulgar, y que había sido importante para él expresar sus cambios emocionales después de enfrentarse a la corrupción que descubre.
Para Lee Jeong-beom, la actuación de Lee Sun-kyung fue crucial para el desarrollo de la película, ya que el protagonista es un personaje extremadamente emocional con altibajos dramáticos: «La forma de pensar del personaje principal cambia drásticamente a lo largo del camino, y necesitaba un actor que pudiera cubrir ese rango». Por su parte, el papel de Park Hae-joon fue duro físicamente y el actor tuvo que entrenarse mucho para interpretarlo, aunque sintió que siempre se le exigía más. Por último, el personaje clave de la trama es el de Mi-na, y es el primer papel protagonista de Jeon So-nee en una película.

## Música
La banda sonora de la película fue publicada por Pony Canyon Korea el 26 de junio de 2019.
| Track listing |                               |                               |          |  |
| N.º           | Título                        | Artista                       | Duración |  |
| 1.            | «Jo Pil-ho: The Dawning Rage» | Shim Hyun Jung                | 2:55     |  |
| 2.            | «Dirty Cop»                   | Shim Hyun Jung                | 2:11     |  |
| 3.            | «Noisy Police Station»        | Park Ae Ri                    | 0:43     |  |
| 4.            | «Na Oneul Do»                 | Jeon Hye Sun                  | 3:06     |  |
| 5.            | «ATM»                         | Park Ae Ri, Shim Hyun Jung    | 1:56     |  |
| 6.            | «The Storage»                 | Seol Yeon Ji & Shim Hyun Jung | 1:15     |  |
| 7.            | «Plan Screwed»                | Park Ae Ri                    | 1:42     |  |
| 8.            | «Video Clip»                  | Shim Hyun Jung                | 1:18     |  |
| 9.            | «Powerful Man»                | Shim Hyun Jung                | 1:26     |  |
| 10.           | «Interrogation»               | Shim Hyun Jung                | 3:51     |  |
| 11.           | «Tae-ju's Threat»             | Shim Hyun Jung                | 0:54     |  |
| 12.           | «Confrontation»               | Seol Yeon Ji                  | 3:12     |  |
| 13.           | «Girl bleeds»                 | Shim Hyun Jung                | 0:56     |  |
| 14.           | «Secret Trade»                | Shim Hyun Jung                | 0:55     |  |
| 15.           | «Mi-na In Rain»               | Shim Hyun Jung                | 2:34     |  |
| 16.           | «Unexpected Men»              | Shim Hyun Jung                | 1:38     |  |
| 17.           | «On The Roof»                 | Shim Hyun Jung                | 1:16     |  |
| 18.           | «Pil-ho's Memory»             | Shim Hyun Jung                | 1:26     |  |
| 19.           | «Letter From Mi-na»           | Shim Hyun Jung                | 2:57     |  |
| 20.           | «Loading A Gun»               | Shim Hyun Jung                | 2:01     |  |
| 21.           | «To Bathtub»                  | Shim Hyun Jung                | 1:00     |  |
| 22.           | «Getting Out»                 | Shim Hyun Jung                | 1:20     |  |
| 23.           | «Bloody Fight»                | Seol Yeon Ji                  | 1:38     |  |
| 24.           | «Gun Down»                    | Shim Hyun Jung                | 2:42     |  |

## Estreno
Distribuida en sala por Warner Bros Corea, la película se estrenó en Corea del Sur el 20 de marzo de 2019. Fue un fracaso comercial, pues vendió un total de 261.248 entradas, insuficientes para cubrir el presupuesto. Desde el 3 de mayo de 2019 estuvo disponible para su visión en la plataforma Netflix.

## Recepción crítica
La película recibió críticas de signo dispar. Obtuvo una puntuación de 4,3 sobre 10 por parte de los espectadores en el portal de noticias Naver
Yoon Min-sik, de The Korea Herald, alaba las escenas de acción y algunos intercambios humorísticos entre los protagonistas, pero sobre todo critica la inclusión de una trama secundaria relacionada con el naufragio del transbordador Sewol como algo ajeno a la película. En general, considera la película insatisfactoria, pese a que para él hubiera tenido una salida si se hubiera centrado en la relación de los dos protagonistas: «Jeon So-nee, como una chica de secundaria claramente quebrantada, tiene corazón y carácter, e incluso una química con Jo Pil-ho que la lleva a momentos significativos y alegres [...] Mientras hace eso para el segundo acto, la trama va por todos lados durante el resto del tiempo de ejecución, perdiendo el enfoque y hablando de cosas que, francamente, no son tan interesantes».
Brian Costello (Common Sense Media) observa que la película tiene buenos giros de guion, pero nota también que el tema de la ambigüedad moral se había explotado ya en numerosas películas de acción.
Shim Sun-ah, de la Agencia de noticias Yonhap, alaba la intensidad del filme, lleno de emocionantes secuencias de acción y de ingeniosas líneas de diálogo, pero nota que las escenas de introducción son innecesariamente largas y confusas, y las escenas finales recuerdan a los espectadores que están ante una película de acción comercial. Tampoco cree que tenga relevancia alguna en la trama específica de la película la tragedia del Sewol, pese a que el director se sirve de ella para caracterizar a la protagonista femenina, marcada por la muerte de una amiga en el naufragio, y para criticar a una sociedad en la que los adultos llevan a los niños al borde de la muerte, tal y como le sucede a la propia Mi-na.

## Premios y nominaciones
| Año  | Premio                     | Categoría                 | Candidato   | Resultado | Ref.   |
| ---- | -------------------------- | ------------------------- | ----------- | --------- | ------ |
| 2019 | 19th Director's Cut Awards | Actriz revelación del año | Jeon So-nee | Nominada  | [ 12 ] |